# NGC 5406
NGC 5406 este o liner situată în constelația Câinii de Vânătoare. A fost descoperită în 16 mai 1787 de către William Herschel. Se află la o distanță de 80,19 de megaparseci de Pământ.